# Mount Marsabit
Marsabit – wulkan tarczowy typu bazaltowego o powierzchni 6300 km² w Kenii, położony 170 km na wschód od centrum Rowu Wschodnio-Afrykańskiego, w pobliżu miasta Маrsabit. Powstał w okresie miocenu, ale jest także zbudowany z zastygłej lawy i maar po erupcjach, które miały miejsce stosunkowo niedawno. Co najmniej dwa maary są wypełnione wodą tworząc jeziora kraterowe.
Wulkan jest pokryty gęstym lasem. Obszar wulkanu jest objęty ochroną na zasadach rezerwatu przyrody i parku narodowego (Park Narodowy Marsabit).